# Walter Dix
Walter Dix, né le 31 janvier 1986 à Coral Springs en Floride, est un athlète américain, spécialiste du sprint. Il remporte en 2011 la Ligue de diamant du 200 mètres.

## Carrière

### Débuts
Étudiant à l'université d'État de Floride, Walter Dix remporte les titres NCAA du 100 m en 2005 et 2007, du 200 m en 2006 et 2007, et du 200 m en salle en 2006. Il améliore à cette occasion le record du monde en salle junior avec le temps 20 s 37. Troisième des championnats américains 2007 à Indianapolis, il aurait dû être sélectionné pour les Championnats du monde d'Osaka : en raison de sa méforme, ce sont les 4e et 5e qui ont été sélectionnés à sa place.

### 2008: des JO bronzés
Walter Dix se qualifie pour les Jeux olympiques de 2008 grâce à sa deuxième place obtenue sur 100 m lors des sélections américaines d'Indianapolis derrière son compatriote Tyson Gay, et à sa victoire sur 200 m en 19 s 86. À Pékin, l'Américain remporte deux médailles de bronze : sur 100 m, où il termine derrière Usain Bolt et Richard Thompson en 9 s 91 (nouveau record personnel), et sur 200 m en réalisant le temps de 19 s 98. Cette dernière est obtenue à la suite des disqualifications de Churandy Martina et Wallace Spearmon, respectivement 2e et 3e de la course.
Cependant, en 2009, il échoue en demi-finale du 100 m des Championnats des États-Unis avec un temps de 10 s 32, après avoir réalisé 10 s 07 lors des séries. Il n'obtient donc pas sa qualification pour les Championnats du monde de Berlin.

### 2010: haut de forme et ligue de diamant
En 2010, Walter Dix termine en tête du classement du 200 mètres de la première édition de la Ligue de diamant, série de quatorze meeting internationaux régis par l'IAAF, grâce notamment à ses quatre victoires consécutives obtenues lors des meetings de Rome, Eugene (où il bat son compatriote Tyson Gay), Lausanne (en 19 s 86 devant Churandy Martina) et Gateshead. Le 8 août 2010, il se classe deuxième du 100 mètres du meeting de Nottwil, en Suisse, derrière la Jamaïcain Nesta Carter. Il établit à cette occasion un nouveau record personnel en 9 s 88, améliorant de trois centièmes de seconde sa précédente meilleure marque établie en finale des Jeux olympiques de Pékin, en 2008. Victime d'une déchirure à la cuisse peu avant la finale de la Ligue de diamant à Zurich, Walter Dix doit abandonner le titre au profit de son compatriote Wallace Spearmon car le règlement de l'IAAF impose la présence d'un athlète leader de son épreuve lors des finales pour pouvoir recevoir le trophée.

### 2011: L'argent aux championnats et 19 s 53 sur 200 m
En plein air en 2011, il s'aligne sur 200 mètres lors de la ligue de diamant 2011, à Doha le 6 mai, où il termine premier en 20 s 06. Près d'un mois plus tard, à Eugene le 4 juin, il finit à nouveau premier en 20 s 19 devant Jaysuma Saidy Ndure.
Fin juin, il se qualifie sur 100 mètres lors des Championnats des États-Unis, à  Eugene pour les Championnats du monde de Daegu en remportant la course en 9 s 94 devant par Justin Gatlin (9 s 95) et Michael Rodgers. Le lendemain, il termine à nouveau 1er du 200 mètres en 19 s 95 (vent +2,4 m/s). Dix a devancé Darvis Patton (19 s 98) et Jeremy Dodson (20 s 07).
Le 21 juillet, il remporte le meeting de Lucerne avec un temps de 20 s 02 établissant au passage la troisième performance mondiale de l'année sur 200 m.
Lors des Mondiaux de Daegu, il se classe deuxième en finale du 100 m avec un temps de 10 s 08 derrière Yohan Blake (9 s 92). Lors du 200 m, il remporte une nouvelle médaille d'argent, derrière Usain Bolt, avec un temps de 19 s 70.
Puis en finale de la Ligue de diamant, lors du mémorial Van Damme à Bruxelles, il réalise un exceptionnel 19 s 53, toujours derrière Yohan Blake à 19 s 26, mais remporte néanmoins la compétition aux points.

### 2012 et 2013: blessures
Le 11 mai 2012 lors du Qatar Athletic Super Grand Prix de Doha, il remporte le premier 200 m comptant pour la ligue de diamant 2012 en 20 s 02 (record du meeting), devant Churandy Martina (20 s 26). Toutefois, lors des sélections olympiques américaines de Eugene, il n'obtient pas sa qualification pour les Jeux de Londres se blessant lors de l'épreuve du 100 m, remportée par Justin Gatlin (9 s 80) (+1,8 m/s). Cela constitue une grande désillusion pour le double médaillé d'argent des Mondiaux de Daegu sur 100 m et 200 m.
Blessé lors des sélections américaines à Des Moines en juin 2013, Walter Dix fait quelques apparitions en fin de saison : 10 s 07 sur 100 m au Weltklasse Zurich, 20 s 12 sur 200 m Mémorial Van Damme de Bruxelles puis il descend sous les 10 secondes lors de sa dernière compétition de l'année, sur la piste rapide du Meeting de Rieti (9 s 99, vent : +0,7 m/s).

## Records
| Épreuve | Temps   | Lieu        | Date              |
| ------- | ------- | ----------- | ----------------- |
| 60 m    | 6 s 58  | Albuquerque | 28 février 2010   |
| 100 m   | 9 s 88  | Nottwil     | 8 août 2010       |
| 200 m   | 19 s 53 | Bruxelles   | 16 septembre 2011 |

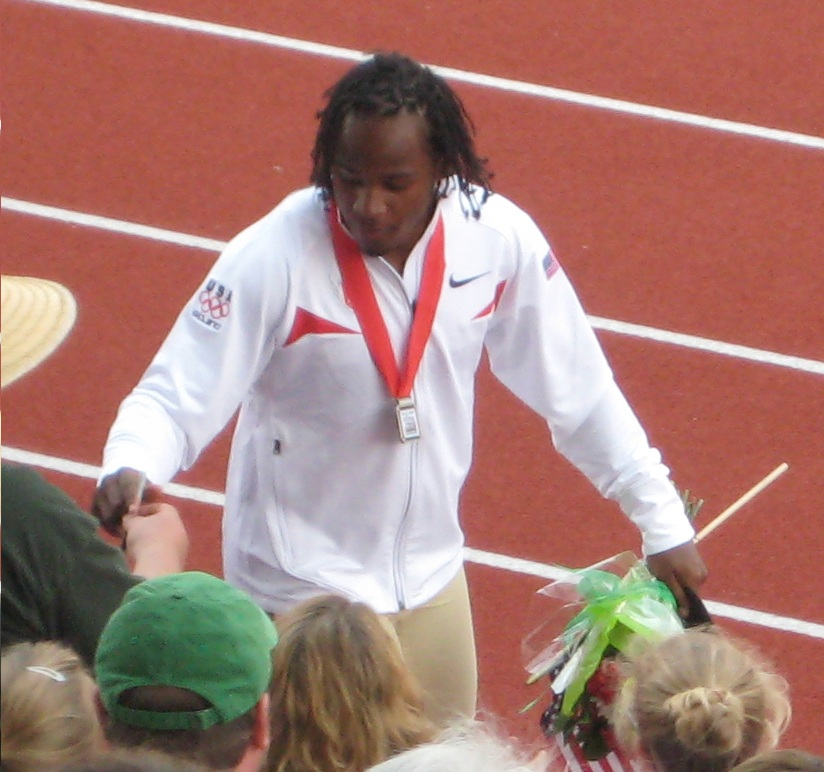
Walter Dix lors du meeting d'Eugene 2008

Walter Dix détient par ailleurs le record du monde junior du 200 m en salle (20 s 37) ainsi que le record NCAA du 200 m (19 s 69). Il a également détenu, en 2005, le record des États-Unis junior du 100 m avec le temps de 10 s 06.

## Palmarès

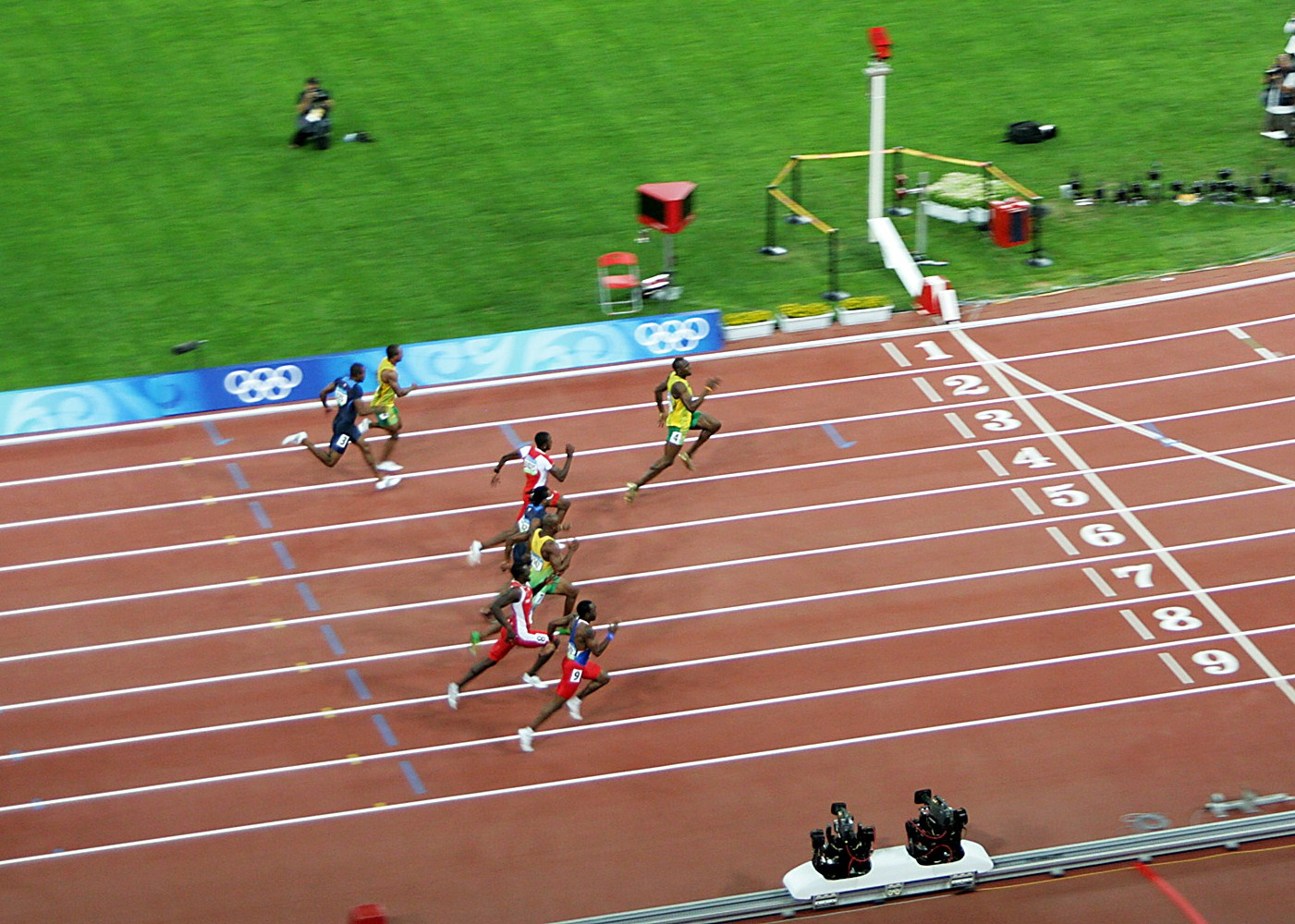
La finale du 100 mètres lors des Jeux olympiques 2008 à Pékin (Dix au couloir 6).

### International
| Date | Compétition           | Lieu             | Résultat | Épreuve | Temps   |
| ---- | --------------------- | ---------------- | -------- | ------- | ------- |
| 2008 | Jeux olympiques       | Pékin            | 3e       | 100 m   | 9 s 91  |
| 2008 | Jeux olympiques       | Pékin            | 3e       | 200 m   | 19 s 98 |
| 2010 | Ligue de diamant      | Ligue de diamant | 4e       | 200 m   | détails |
| 2011 | Championnats du monde | Daegu            | 2e       | 100 m   | 10 s 08 |
| 2011 | Championnats du monde | Daegu            | 2e       | 200 m   | 19 s 70 |
| 2011 | Ligue de diamant      | Ligue de diamant | 5e       | 100 m   | détails |
| 2011 | Ligue de diamant      | Ligue de diamant | 1er      | 200 m   | détails |
| 2013 | Ligue de diamant      | Ligue de diamant | 4e       | 100 m   | détails |

### National
- Championnats des États-Unis
  - 2008 : vainqueur du 200 m en 19 s 86 (+ 1,7 m/s)
  - 2010 : vainqueur du 100 m en 10 s 04 (- 1,5 m/s)[14]
  - 2011 : vainqueur du 100 m en 9 s 94 (+ 1,3 m/s) et du 200 m en 19 s 95 (+2,4 m/s)